# 优努斯章

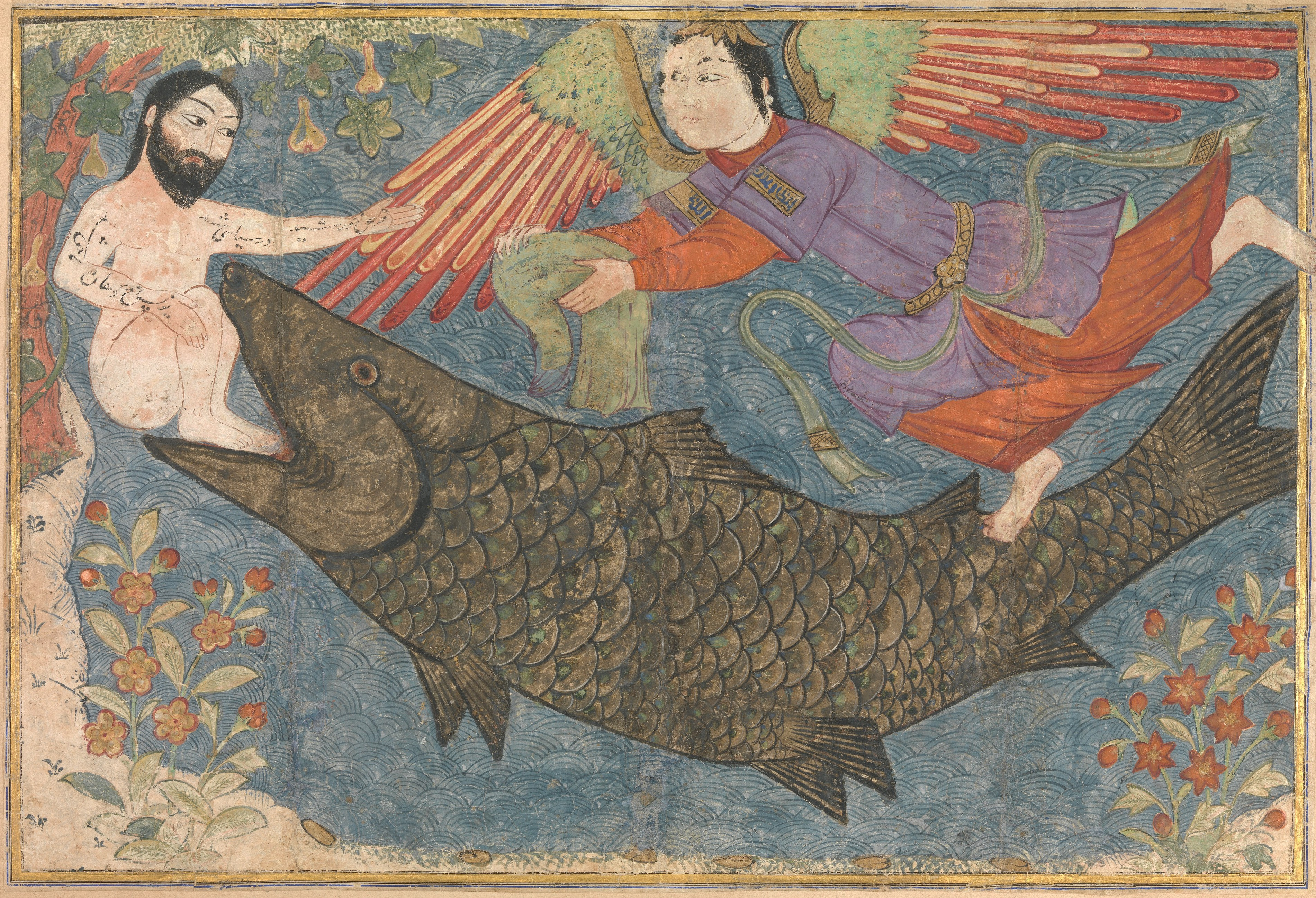
15世纪《史集》抄本插图中的尤努斯与大鱼

优努斯章（阿拉伯语：‎，羅馬化：Yūnus）是古兰经的第10章（苏拉），共109节。该章启示于麦加时期，故属于麦加篇章。
优努斯章描述了伊斯兰教先知优努斯（即圣经中的约拿）的事迹，因而得名“优努斯章”。古兰经中从该章开始的连续六章都以穆卡塔‎为开头。